# クアゼパム

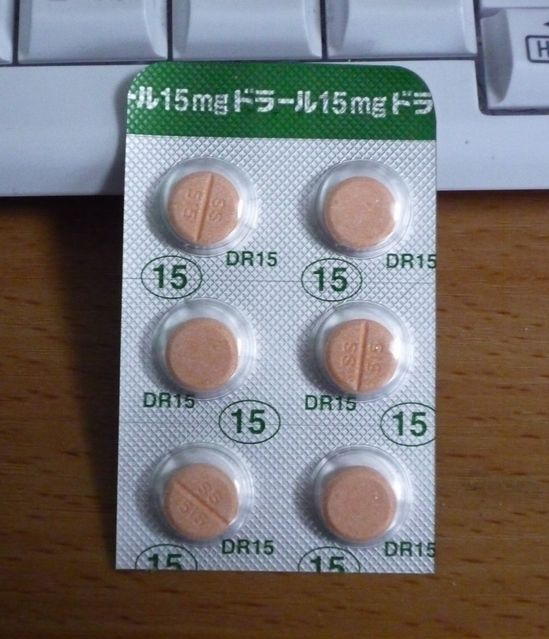
ドラール15mg錠。

クアゼパム (Quazepam) は、ベンゾジアゼピン系の睡眠薬のひとつ。長時間作用型。無臭、無味。メタノール、ジエチルエーテルにやや溶けやすく、水に溶けにくい。
日本では田辺三菱製薬からドラールという商品名で発売されている。また、後発医薬品も各社より販売されている。
連用により依存症、急激な量の減少により離脱症状を生じることがある。向精神薬に関する条約のスケジュールIVに指定されている。麻薬及び向精神薬取締法の第三種向精神薬である。医薬品、医療機器等の品質、有効性及び安全性の確保等に関する法律における習慣性医薬品である。

## 適用
他のベンゾジアゼピン系薬剤と同様に、不安や緊張をほぐし、睡眠を促す。短期的な不眠症の治療に用いられる。
- 錠剤:15mg,20mg

## 機序
脳にあるGABAA受容体に親和性を示すことにより、受容体を介して、睡眠導入機構に作用すると考えられている。

## 薬物動態
アルコール、中枢神経抑制剤、モノアミン酸化酵素阻害薬、シメチジンとは併用に注意が必要である。

## 禁忌
- 急性閉塞隅角緑内障のある者。
- 重症筋無力症のある者。
- リトナビルを投与中の者。
- 睡眠時無呼吸症候群のある者。
- クアゼパムに対する過敏症の既往歴のある者。

## 併用禁忌
- 食物（クアゼパムは胃の内容物により吸収が上がり、未変化体およびその代謝物の血中濃度が通常の2〜3倍に上昇することで、過度の鎮静や呼吸抑制を引き起こす可能性があるため。）
- リトナビル

## 副作用
倦怠感、頭痛、集中力低下、ふらつき、脱力感、吐き気、発疹など

### 依存性
日本では2017年3月に「重大な副作用」の項に、連用により依存症を生じることがあるので用量と使用期間に注意し慎重に投与し、急激な量の減少によって離脱症状が生じるため徐々に減量する旨が追加され、厚生労働省よりこのことの周知徹底のため関係機関に通達がなされた。奇異反応に関して、錯乱や興奮が生じる旨が記載されている。医薬品医療機器総合機構からは、必要性を考え漫然とした長期使用を避ける、用量順守と類似薬の重複の確認、また慎重に少しずつ減量する旨の医薬品適正使用のお願いが出されている。調査結果には、日本の診療ガイドライン5つ、日本の学術雑誌8誌による要旨が記載されている。